# Ceyras
Ceyras este o comună în departamentul Hérault din sudul Franței. În 2009 avea o populație de 1.065 de locuitori.

## Evoluția populației
| An        | 1975 | 1982 | 1990 | 1999 | 2006 | 2009  |
| --------- | ---- | ---- | ---- | ---- | ---- | ----- |
| Populație | 513  | 602  | 681  | 725  | 895  | 1.065 |